# It's a Man's World (Anastacia)
It's a Man's World è un album di cover della cantante statunitense Anastacia, pubblicato il 9 novembre 2012 dalla BMG Rights Management.

## Descrizione
Si tratta di un album di cover rock maschili prodotto da Glen Ballard. L'album è anticipato dai singoli Dream On (cover degli Aerosmith) pubblicato il 26 ottobre 2012 e Best of You (cover dei Foo Fighters) pubblicato il 2 novembre dello stesso anno, il cui video è stato pubblicato lo stesso giorno in cui è stato reso disponibile il download digitale tramite iTunes di Dream On, ovvero il 26 ottobre 2012. Best of You è stato presentato in anteprima al Night of the Proms 2012 il 27 settembre 2012.

## Tracce
Edizione standard
1. Ramble On – 4:36 (Jimmy Page, Robert Plant) – originariamente interpretata dai Led Zeppelin
2. Best of You – 4:20 (Dave Grohl, Taylor Hawkins, Nate Mendel, Chris Shiflett) – originariamente interpretata dai Foo Fighters
3. Sweet Child o' Mine – 3:58 (Guns N' Roses) – originariamente interpretata dai Guns N' Roses
4. You Can't Always Get What You Want – 5:40 (Mick Jagger, Keith Richards) – originariamente interpretata dai The Rolling Stones
5. One – 3:50 (Bono) – originariamente interpretata dagli U2
6. Back In Black – 4:30 (Angus Young, Malcolm Young, Brian Johnson) – originariamente interpretata dagli AC/DC
7. Dream On – 4:35 (Steven Tyler) – originariamente interpretata dagli Aerosmith
8. Use Somebody – 3:57 (Kings of Leon) – originariamente interpretata dai Kings of Leon
9. You Give Love a Bad Name – 4:04 (Jon Bon Jovi, Desmond Child, Richie Sambora) – originariamente interpretata dai Bon Jovi
10. Wonderwall – 3:57 (Noel Gallagher) – originariamente interpretata dagli Oasis

Traccia bonus nell'edizione deluxe
1. Black Hole Sun – 4:54 (Chris Cornell) – originariamente interpretata dai Soundgarden

## Classifiche
| Classifica (2012) | Posizione massima |
| ----------------- | ----------------- |
| Austria           | 14                |
| Belgio (Fiandre)  | 25                |
| Belgio (Vallonia) | 51                |
| Germania          | 16                |
| Paesi Bassi       | 7                 |
| Slovenia          | 30                |
| Svizzera          | 16                |

## Date di pubblicazione
| Paese       | Data di pubblicazione | Formato               |
| ----------- | --------------------- | --------------------- |
| Austria     | 9 novembre 2012       | CD, download digitale |
| Belgio      | 9 novembre 2012       | CD, download digitale |
| Germania    | 9 novembre 2012       | CD, download digitale |
| Lussemburgo | 9 novembre 2012       | CD, download digitale |
| Paesi Bassi | 9 novembre 2012       | CD, download digitale |
| Svizzera    | 9 novembre 2012       | CD, download digitale |
| Europa      | 9 novembre 2012       | download digitale     |
| Stati Uniti | 9 novembre 2012       | download digitale     |